# Геодетска техничка школа Звездара
Геодетска техничка школа Звездара је средња школа основана 1947. године. Налази се на Звездари, у улици Милана Ракића 42 у Београду.

## Опште информације
Школа је основана 1947. године, када је постала самостална школа, а настала је као један од одсека Средње техничке школе у Београду под називом „Геодетски одсек”, 1924. године. Тадашња зграда одсека налазила се у Доњоградском булевару 2, а за време Другог светског рата је доста оштећена, па су ученици чекали неколико месеци да се зграда реновира. Године 1947. оснива се Геодетска техничка школа, чије је седиште у данашњој згради у улици Милана Ракића 42 од 1957. године. Као Дан школе слави се 15. октобар.
У оквиру школе 2013. године основан је фонд „Професор Живко Чукановић”, по професору који је дуго година предавао у овој школи. Циљ фонда је да новчано награђује најбоље ученике и подстакне их на још боље успехе.
У школи постоје секције као што су географска, драмска, рачунарска, спортска, форум, веб секција и еко школа.